# Morti nell'835
| Questa pagina contiene informazioni ricavate automaticamente dalle voci biografiche con l'ausilio del template Bio e di un bot. L'aggiornamento è periodico e automatico e ricostruisce completamente la pagina. Se manca una persona in questa lista, sei pregato di non aggiungerla, ma accertati piuttosto che la sua voce biografica contenga il template Bio e che i dati anagrafici siano correttamente compilati. Se il template Bio manca, inseriscilo tu stesso o, in alternativa, metti l'avviso {{tmp\|Bio}} che ne segnala la mancanza. Se i dati riportati sono sbagliati, correggi direttamente la voce biografica; le modifiche saranno visibili in questa lista entro pochi giorni. Per chiarimenti vedi il progetto biografie. La lista contiene solo le 7 persone che sono citate nell'enciclopedia e per le quali è stato implementato correttamente il template Bio. Pagina aggiornata al 18 giu 2025. |

- 22 aprile - Kūkai, monaco buddhista giapponese (n. 774)
- 29 novembre - Muhammad ibn Ali al-Taqi al-Jawad, imam arabo (n. 811)
- Abu Fihr Muhammad ibn 'Abd Allah ibn al-Aghlab, generale arabo
- Alfreda di Crowland, religiosa britannica
- Costantino, principe bizantino (n. 831)
- Ladislao di Croazia, sovrano croato
- Sabrisho II, vescovo cristiano orientale siro